# Mesnil-Roc'h
Mesnil-Roc'h est une commune nouvelle située dans le département d'Ille-et-Vilaine, en région Bretagne. Elle est créée le 1er janvier 2019 par la fusion des communes de Saint-Pierre-de-Plesguen, Lanhélin et Tressé.
En 2022, avec 4 457 habitants, elle est la 55e commune la plus peuplée d'Ille-et-Vilaine et la 156e de Bretagne.

## Géographie

### Localisation
La commune nouvelle de Mesnil-Roc'h se trouve au nord-est du département d'Ille-et-Vilaine, dans la petite région agricole de la Bretagne centrale. À vol d'oiseau, elle se situe à 41,1 km  de Rennes, préfecture du département et à 12,5 km de Combourg, chef-lieu du canton de Combourg dont dépend la commune depuis 2015. La commune fait en outre partie du bassin de vie de Dinan.
Les communes les plus proches sont : Plesder (3,8 km), Saint-Hélen (4,4 km), Pleugueneuc (5,5 km), Le Tronchet (7 km), Miniac-Morvan (7,7 km), Pleudihen-sur-Rance (7,7 km), Meillac (8,2 km) et Bonnemain (11 km).
| Pleudihen-sur-Rance Côtes-d'Armor | Miniac-Morvan | Le Tronchet |
| Saint-Hélen Côtes-d'Armor         | Mesnil-Roc'h  | Bonnemain   |
| Plesder                           | Pleugueneuc   | Meillac     |

### Géologie et relief
La superficie de la commune est de 41,16 km2. L'altitude du territoire communal varie de 34 mètres à 99 mètres,.

### Hydrographie
Pour un article plus général, voir Réseau hydrographique d'Ille-et-Vilaine.
La commune est située dans le bassin Loire-Bretagne. Le linéaire du réseau hydrographique de la commune atteint 28,1 km. La commune est drainée en particulier par le Meleuc (3,904 km), qui prend sa source au sud du bourg de Lanhélin. Elle est parcourue aussi par le Tertre Guy ou la Molène (9,081 km) et le ruisseau de l'étang de la Chesnaie (2,201 km) qui prennent leur source au Pas-de-Plesguen (au sud du bourg de Saint-Pierre-de-Plesguen), pour se jeter respectivement dans la Rance, atteinte dans la plaine maritime du Bas-Champ à Pleudihen-sur-Rance, et dans le Meleuc,,,.
Le Meleuc, d'une longueur de 20 km, prend sa source dans la commune  et se jette  dans Le Biez du Meleuc à Saint-Guinoux, après avoir traversé sept communes.
Le ruisseau de Coëtquen, d'une longueur de 17 km, prend sa source dans la commune de Plesder et se jette  dans la Rance entre Pleudihen-sur-Rance et La Ville-ès-Nonais, après avoir traversé quatre communes.
Le Tertre Guy, d'une longueur de 17 km, prend sa source dans la commune  et se jette  dans le Meleuc à Plerguer, après avoir traversé quatre communes.

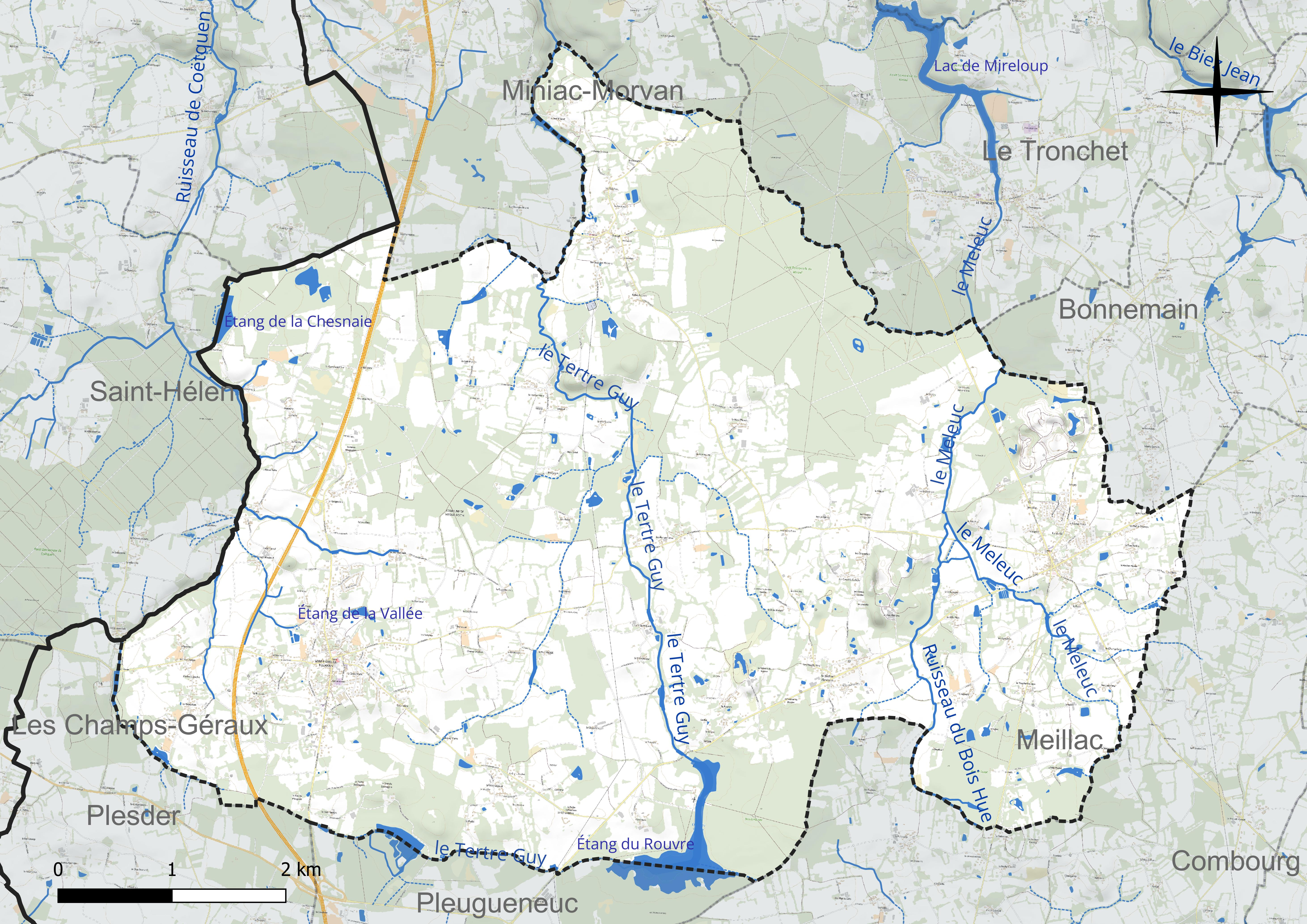
Réseau hydrographique de Mesnil-Roc'h.

Trois plans d'eau complètent le réseau hydrographique : l'étang de la Chesnaie, d'une superficie totale de 10,1 ha (5 ha sur la commune), l'étang de la Vallée (0,86 ha) et l'étang du Rouvre, d'une superficie totale de 33 ha (17,53 ha sur la commune),.

### Climat
Pour des articles plus généraux, voir Climat de la Bretagne et Climat d'Ille-et-Vilaine.
En 2010, le climat de la commune est de type climat océanique altéré, selon une étude du CNRS s'appuyant sur une série de données couvrant la période 1971-2000. En 2020, Météo-France publie une typologie des climats de la France métropolitaine dans laquelle la commune est exposée à un climat océanique et est dans la région climatique Bretagne orientale et méridionale, Pays nantais, Vendée, caractérisée par une faible pluviométrie en été et une bonne insolation. Parallèlement l'observatoire de l'environnement en Bretagne publie en 2020 un zonage climatique de la région Bretagne, s'appuyant sur des données de Météo-France de 2009. La commune est, selon ce zonage, dans la zone « Intérieur Est », avec des hivers frais, des étés chauds et des pluies modérées.
Pour la période 1971-2000, la température annuelle moyenne est de 11,3 °C, avec une amplitude thermique annuelle de 12,2 °C. Le cumul annuel moyen de précipitations est de 742 mm, avec 12,7 jours de précipitations en janvier et 6,9 jours en juillet. Pour la période 1991-2020, la température moyenne annuelle observée sur la station météorologique la plus proche, située sur la commune du Quiou à 13 km à vol d'oiseau, est de 11,6 °C et le cumul annuel moyen de précipitations est de 757,4 mm,. Pour l'avenir, les paramètres climatiques de la commune estimés pour 2050 selon différents scénarios d'émission de gaz à effet de serre sont consultables sur un site dédié publié par Météo-France en novembre 2022.

### Paysages
Dans le cadre de la Convention européenne du paysage, adoptée le 20 octobre 2000 et entrée en vigueur en France le 1er juillet 2006, un atlas des paysages d'Ille-et-Vilaine a été élaboré en 2014 par le département d'Ille-et-Vilaine et une équipe pluridisiplinaire composée d'un paysagiste, d'un sociologue, de deux géographes et d'un architecte-urbaniste. Les paysages du département s'organisent ainsi en cinq grands ensembles et 29 unités de paysage,. La commune fait partie de l'unité de paysage du « Massif de Saint-Pierre-de-Plesguen », dans la Sologne.
Le massif surmonté de boisements importants, tel que la forêt du Mesnil ou le bois du Rouvre, compose un repère identifiable depuis les unités voisines, et offre de larges vues sur ces dernières. Le plateau est entaillé par des ruisseaux, et ponctué de points d'eau (par exemple l'étang du Rouvre). La densité importante du bocage et les forêts composent des pièces de paysages variées.

### Milieux naturels et biodiversité

#### Zones naturelles d'intérêt écologique, faunistique et floristique
L'inventaire des zones naturelles d'intérêt écologique, faunistique et floristique (ZNIEFF) a pour objectif de réaliser une couverture des zones les plus intéressantes sur le plan écologique, essentiellement dans la perspective d'améliorer la connaissance du patrimoine naturel national et de fournir aux différents décideurs un outil d'aide à la prise en compte de l'environnement dans l'aménagement du territoire. Le territoire communal de Mesnil-Roc'h comprend deux ZNIEFF : L' « Étang du Rouvre » (35 ha), ZNIEFF de type I et la « Forêt du Mesnil » (702 ha), ZNIEFF de type II,.

## Urbanisme

### Typologie
Au 1er janvier 2024, Mesnil-Roc'h est catégorisée commune rurale à habitat dispersé, selon la nouvelle grille communale de densité à sept niveaux définie par l'Insee en 2022.
Elle est située hors unité urbaine. Par ailleurs la commune fait partie de l'aire d'attraction de Saint-Malo, dont elle est une commune de la couronne,. Cette aire, qui regroupe 35 communes, est catégorisée dans les aires de 50 000 à moins de 200 000 habitants,.

### Zonages d'études
Selon la terminologie définie par l'Insee et le zonage publié en 2020, Mesnil-Roc'h est une commune rurale, car elle n'appartient à aucune unité urbaine,,.
Par ailleurs, Mesnil-Roc'h appartient à l'aire d'attraction de Saint-Malo (code 088), dont elle est une commune de la couronne, au bassin d'emploi de Saint-Malo (code 5317) et au bassin de vie de Dinan (code 22050).

### Occupation des sols

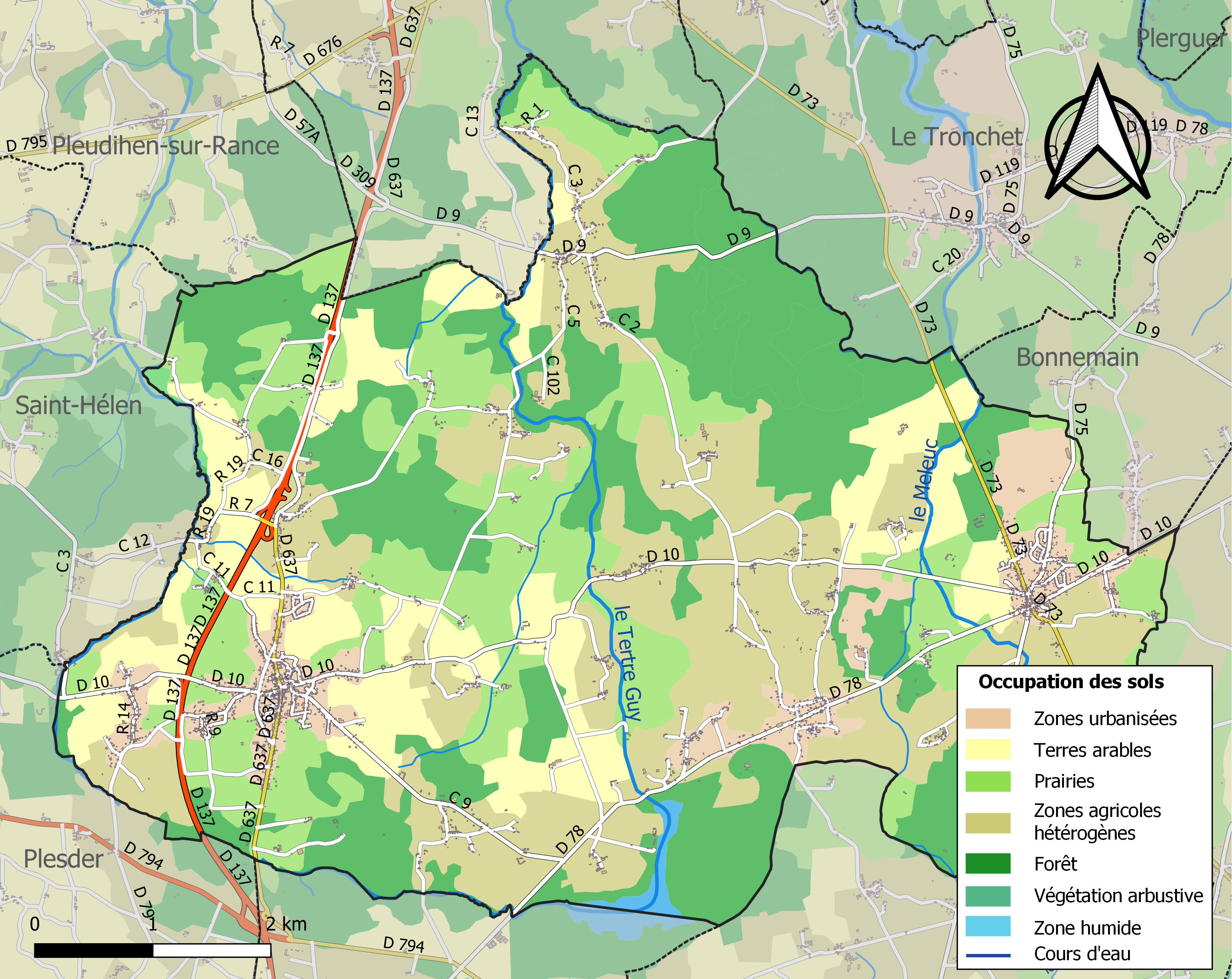
Carte des infrastructures et de l'occupation des sols de la commune en 2018 (CLC).

L'occupation des sols est marquée par l'importance des espaces forestiers. La répartition détaillée ressortant de la base de données européenne d'occupation biophysique des sols Corine Land Cover millésimée 2018 est la suivante : zones agricoles hétérogènes (30,3 %), forêts (29,8 %), prairies (19,4%), terres arables (13,9%), zones urbanisées (4,3 %), mines et carrières (1,6%), surface en eau (0,5%), milieux à végétation arbustive ou herbacée (0,2 %).

### Logement
En 2017, le nombre total de logements dans la commune était de 2 144, alors qu'il était de 1 796 en 2007.
Parmi ces logements, 83 % étaient des résidences principales, 8 % des résidences secondaires et 9 % des logements vacants. Ces logements étaient pour 95 % d'entre eux des maisons individuelles et pour 5 % des appartements.
La proportion des résidences principales, propriétés de leurs occupants était de 78,4 %, en légère hausse par rapport à 2007 (78,1 %). La part de logements HLM loués vides était de 7,2 % contre 7,3 %, leur nombre étant constant 129 contre 108.

### Planification de l'aménagement
La loi SRU du 13 décembre 2000 a incité fortement les communes à se regrouper au sein d'un établissement public, pour déterminer les partis d'aménagement de l'espace au sein d'un SCoT, un document essentiel d'orientation stratégique des politiques publiques à une grande échelle. La commune est dans le territoire du SCOT du Pays de Saint-Malo, approuvé le 8 décembre 2017 et modifié le 6 mars 2020.
En matière de planification, les anciennes communes de Saint-Pierre-de-Plesguen et de Lanhélin disposent d'un plan local d'urbanisme respectivement approuvé le 26 juin 2008 et le 7 novembre 2008. Par ailleurs, à la suite de la loi ALUR (loi pour l'accès au logement et un urbanisme rénové) de mars 2014, un plan local d'urbanisme intercommunal couvrant le territoire de la communauté de communes Bretagne Romantique a été prescrit le 31 mai 2018.
Le territoire communal est couvert par le schéma d'aménagement et de gestion des eaux (SAGE) « Bassins côtiers de la région de Dol de Bretagne »,

### Voies de communication et transports

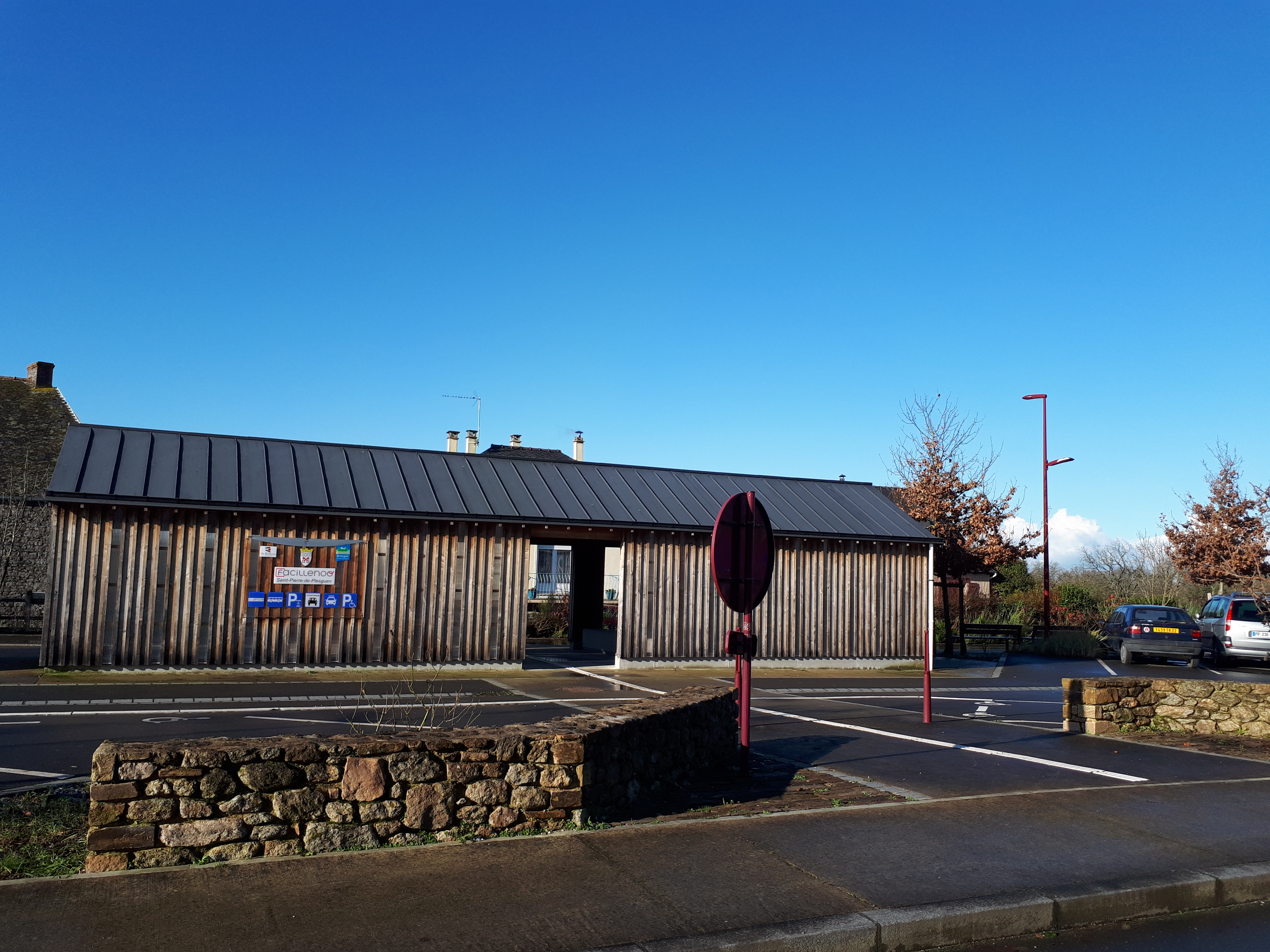
Arrêt multimodal de Saint-Pierre-de-Plesguen

La commune est traversée par la voie express route départementale 137 (ex RN 137) reliant Rennes à Saint-Malo, et dispose de deux échangeurs sur son territoire (Saint-Pierre-de-Plesguen). Elle est traversée par plusieurs routes départementales dont la RD 73 (axe Combourg - Saint-Malo) et la RD 78 (axe Évran - Pleine-Fougères).
La commune dispose depuis 2016 d'une gare intermodale à Saint-Pierre-de-Plesguen desservie par la ligne 8a Saint-Pierre de Plesguen - Rennes du réseau de cars interurbains BreizhGo. Elle constitue le terminus de la ligne avec une fréquence de l'ordre de 6 allers et 8 retours par jour en semaine vers et depuis Rennes.

### Risques naturels et technologiques
Le territoire communal de Mesnil-Roc'h est vulnérable à différents aléas naturels. Les risques sismique mouvements de terrains et transport de matières dangereuses sont faibles. Néanmoins, la commune est exposée à un risque élevé lié à la concentration en radon, de fait de la constitution du sol (granite de Lanhélin).
La commune a été concernée par deux arrêtés portant reconnaissance de catastrophe naturelle, à la suite de la tempête de 1987 (arrêté du 22 octobre 1987) et de celle de fin décembre 1999 (arrêté du 29 décembre 1999).

## Toponymie
Mesnil-Roc'h tire son nom « de la contraction Forêt du Mesnil, forêt domaniale couvrant une partie de l'ancienne commune de Tressé, et du mot breton roc'h, signifiant un bloc minéral d'origine naturelle et dure, pour le granit bleu de Lanhélin, également présent sur la commune déléguée de Saint-Pierre-de-Plesguen. »

## Histoire
La commune est créée au 1er janvier 2019 par un arrêté préfectoral du 11 décembre 2018. Son chef-lieu est fixé à la mairie de Saint-Pierre-de-Plesguen.

## Politique et administration

### Découpage territorial
La commune de Mesnil-Roc'h est membre de la communauté de communes Bretagne Romantique, un établissement public de coopération intercommunale (EPCI) à fiscalité propre créé le 6 décembre 1995 dont le siège est à La Chapelle-aux-Filtzméens. Ce dernier est par ailleurs membre d'autres groupements intercommunaux comme le Pays de Saint-Malo.
Sur le plan administratif, elle est rattachée à l'arrondissement de Saint-Malo, à la circonscription administrative de l'État de l'Ille-et-Vilaine et à la région Bretagne.
Sur le plan électoral, elle dépend du canton de Combourg pour l'élection des conseillers départementaux, depuis le redécoupage cantonal de 2014 entré en vigueur en 2015, et de la troisième circonscription d'Ille-et-Vilaine pour les élections législatives, depuis le dernier découpage électoral de 2010, représentée depuis février 2020 par Claudia Rouaux (PS-NFP).

#### Communes déléguées
| Nom                              | Code Insee | Intercommunalité       | Superficie (km2) | Population (dernière pop. légale) | Densité (hab./km2) |
| -------------------------------- | ---------- | ---------------------- | ---------------- | --------------------------------- | ------------------ |
| Saint-Pierre-de-Plesguen (siège) | 35308      | CC Bretagne Romantique | 29,49            | 2 884 (2016)                      | 98                 |
| Lanhélin                         | 35147      | CC Bretagne Romantique | 6,43             | 993 (2016)                        | 154                |
| Tressé                           | 35344      | CC Bretagne Romantique | 5,24             | 402 (2016)                        | 77                 |

### Tendances politiques et résultats

#### Élections municipales et communautaires
Élections de 2020
| Tête de liste | Tête de liste          | Suffrages | Pourcentage | CM | CC |
| ------------- | ---------------------- | --------- | ----------- | -- | -- |
|               | Christelle Brossellier | 807       | 100,0 %     | 29 | 5  |

Le conseil municipal de Mesnil-Roc'h, commune de plus de 1 000 habitants, est élu au scrutin proportionnel de liste à deux tours (sans aucune modification possible de la liste), pour un mandat de six ans renouvelable. Compte tenu de la population communale, le nombre de sièges à pourvoir lors des élections municipales de 2020 est de 29. Les 29 conseillers municipaux issus de la liste « Agir et rapprocher » conduite par Christelle Brossellier (DVC) sont élus au premier tour avec un taux de participation de 34,95 %.
Dans les communes 1 000 habitants et plus, les conseillers sont élus au suffrage direct à la fois pour un mandat de conseiller municipal et pour un mandat de conseiller communautaire. Les 5 sièges attribués à la commune au sein de la communauté de communes Bretagne Romantique sont élus dès le premier tour.
| 1er                        | Erick Masson *     | Voiries, bâtiments, sécurité et PCS                           | Maire délégué de Lanhélin                  |
| 2e                         | Nancy Bourianne *  | Enfance, jeunesse et CMJ                                      | Maire déléguée de Tressé                   |
| 3e                         | Étienne Ménard *   | Finances, RH, administration générale et restaurant municipal | -                                          |
| 4e                         | Catherine Paroux * | Affaires sociales, CCAS et EHPAD                              | Maire déléguée de Saint-Pierre-de-Plesguen |
| 5e                         | Rodolphe Hareau    | Urbanisme, PLUI et PCAET                                      | -                                          |
| 6e                         | Sylvie Gillet      | Sports, vie associative et animation vie locale               | -                                          |
| 7e                         | Pascal Lemée       | Environnement, assainissement, espaces verts et cimetières    | -                                          |
| 8e                         | Lydie Bernard      | -                                                             | -                                          |
| * Conseiller communautaire |                    |                                                               |                                            |

#### Autres élections
| Année                                   | 1er tour | 1er tour                                                                 | 1er tour | 1er tour | 1er tour                  | 1er tour                  | 1er tour                  | 1er tour                  | 1er tour                  | 1er tour                  | 1er tour                  | 1er tour                  | 1er tour       | 2d tour        | 2d tour        | 2d tour        | 2d tour        | 2d tour        | 2d tour        | 2d tour            | 2d tour            | 2d tour            | 2d tour            | 2d tour            | 2d tour            | 2d tour     |
| Année                                   | 1er      | 1er                                                                      | 1er      | %        | 2e                        | 2e                        | %                         | 3e                        | 3e                        | %                         | 4e                        | 4e                        | %              | 1er            | 1er            | %              | 2e             | 2e             | %              | 3e                 | 3e                 | %                  | 4e                 | 4e                 | %                  |             |
| --------------------------------------- | -------- | ------------------------------------------------------------------------ | -------- | -------- | ------------------------- | ------------------------- | ------------------------- | ------------------------- | ------------------------- | ------------------------- | ------------------------- | ------------------------- | -------------- | -------------- | -------------- | -------------- | -------------- | -------------- | -------------- | ------------------ | ------------------ | ------------------ | ------------------ | ------------------ | ------------------ | ----------- |
|                                         |          |                                                                          |          |          |                           |                           |                           |                           |                           |                           |                           |                           |                |                |                |                |                |                |                |                    |                    |                    |                    |                    |                    |             |
| Élections présidentielles               |          |                                                                          |          |          |                           |                           |                           |                           |                           |                           |                           |                           |                |                |                |                |                |                |                |                    |                    |                    |                    |                    |                    |             |
| 2022                                    | 2022     |                                                                          | LREM     | 29,31    |                           | RN                        | 26,98                     |                           | LFI                       | 17,77                     |                           | REC                       | 5,75           |                | LREM           | 57,26          |                | RN             | 42,74          | pas de 3e et de 4e | pas de 3e et de 4e | pas de 3e et de 4e | pas de 3e et de 4e | pas de 3e et de 4e | pas de 3e et de 4e |             |
| 2022                                    | 2022     | 1er tour : 79,51 % de participation – 2d tour : 77,47 % de participation |          |          |                           |                           |                           |                           |                           |                           |                           |                           |                |                |                |                |                |                |                |                    |                    |                    |                    |                    |                    |             |
|                                         |          |                                                                          |          |          |                           |                           |                           |                           |                           |                           |                           |                           |                |                |                |                |                |                |                |                    |                    |                    |                    |                    |                    |             |
| Élections législatives                  |          |                                                                          |          |          |                           |                           |                           |                           |                           |                           |                           |                           |                |                |                |                |                |                |                |                    |                    |                    |                    |                    |                    |             |
| 2022                                    | 2022     |                                                                          | NUPES    | 31,77    |                           | ENS                       | 27,68                     |                           | RN                        | 22,42                     |                           | LR                        | 7,41           |                | NUPES          | 52,49          |                | ENS            | 47,51          | pas de 3e et de 4e | pas de 3e et de 4e | pas de 3e et de 4e | pas de 3e et de 4e | pas de 3e et de 4e | pas de 3e et de 4e |             |
| 2022                                    | 2022     | 1er tour : 49,01 % de participation – 2d tour : 49,60 % de participation |          |          |                           |                           |                           |                           |                           |                           |                           |                           |                |                |                |                |                |                |                |                    |                    |                    |                    |                    |                    |             |
| 2024                                    | 2024     |                                                                          | RN       | 38,45    |                           | NFP                       | 31,39                     |                           | EPR                       | 23,95                     |                           | NÉ                        | 2,91           |                | RN             | 39,51          |                | NFP            | 34,09          |                    | EPR                | 26,40              | pas de 4e          | pas de 4e          | pas de 4e          |             |
| 2024                                    | 2024     | 1er tour : 72,74 % de participation – 2d tour : 71,74 % de participation |          |          |                           |                           |                           |                           |                           |                           |                           |                           |                |                |                |                |                |                |                |                    |                    |                    |                    |                    |                    |             |
|                                         |          |                                                                          |          |          |                           |                           |                           |                           |                           |                           |                           |                           |                |                |                |                |                |                |                |                    |                    |                    |                    |                    |                    |             |
| Élections européennes                   |          |                                                                          |          |          |                           |                           |                           |                           |                           |                           |                           |                           |                |                |                |                |                |                |                |                    |                    |                    |                    |                    |                    |             |
| 2019                                    | 2019     |                                                                          | RN       | 23,07    |                           | LREM                      | 20,96                     |                           | EÉLV                      | 16,49                     |                           | LR                        | 7,33           | tour unique    | tour unique    | tour unique    | tour unique    | tour unique    | tour unique    | tour unique        | tour unique        | tour unique        | tour unique        | tour unique        | tour unique        | tour unique |
| 2019                                    | 2019     | 1er et unique tour : 53,55 % de participation                            |          |          |                           |                           |                           |                           |                           |                           |                           |                           |                |                |                |                |                |                |                |                    |                    |                    |                    |                    |                    |             |
| 2024                                    | 2024     |                                                                          | RN       | 32,57    |                           | ENS                       | 14,46                     |                           | PS                        | 14,01                     |                           | LR                        | 7,57           | tour unique    | tour unique    | tour unique    | tour unique    | tour unique    | tour unique    | tour unique        | tour unique        | tour unique        | tour unique        | tour unique        | tour unique        | tour unique |
| 2024                                    | 2024     | 1er et unique tour : 56,27 % de participation                            |          |          |                           |                           |                           |                           |                           |                           |                           |                           |                |                |                |                |                |                |                |                    |                    |                    |                    |                    |                    |             |
|                                         |          |                                                                          |          |          |                           |                           |                           |                           |                           |                           |                           |                           |                |                |                |                |                |                |                |                    |                    |                    |                    |                    |                    |             |
| Élections régionales                    |          |                                                                          |          |          |                           |                           |                           |                           |                           |                           |                           |                           |                |                |                |                |                |                |                |                    |                    |                    |                    |                    |                    |             |
| 2021                                    | 2021     |                                                                          | RN       | 18,33    |                           | PS                        | 17,60                     |                           | EÉLV                      | 13,96                     |                           | LR                        | 13,65          |                | PS             | 27,10          |                | LR             | 21,64          |                    | EÉLV               | 21,43              |                    | RN                 | 17,02              |             |
| 2021                                    | 2021     | 1er tour : 34,61 % de participation – 2d tour : 33,73 % de participation |          |          |                           |                           |                           |                           |                           |                           |                           |                           |                |                |                |                |                |                |                |                    |                    |                    |                    |                    |                    |             |
|                                         |          |                                                                          |          |          |                           |                           |                           |                           |                           |                           |                           |                           |                |                |                |                |                |                |                |                    |                    |                    |                    |                    |                    |             |
| Élections départementales               |          |                                                                          |          |          |                           |                           |                           |                           |                           |                           |                           |                           |                |                |                |                |                |                |                |                    |                    |                    |                    |                    |                    |             |
| 2021                                    | 2021     |                                                                          | DVD      | 43,62    |                           | SOC                       | 38,46                     |                           | RN                        | 17,91                     | pas de 4e                 | pas de 4e                 | pas de 4e      |                | DVD            | 55,52          |                | SOC            | 44,48          | pas de 3e et de 4e | pas de 3e et de 4e | pas de 3e et de 4e | pas de 3e et de 4e | pas de 3e et de 4e | pas de 3e et de 4e |             |
| 2021                                    | 2021     | 1er tour : 32,98 % de participation – 2d tour : 33,70 % de participation |          |          |                           |                           |                           |                           |                           |                           |                           |                           |                |                |                |                |                |                |                |                    |                    |                    |                    |                    |                    |             |
|                                         |          |                                                                          |          |          |                           |                           |                           |                           |                           |                           |                           |                           |                |                |                |                |                |                |                |                    |                    |                    |                    |                    |                    |             |
| Élections municipales et communautaires |          |                                                                          |          |          |                           |                           |                           |                           |                           |                           |                           |                           |                |                |                |                |                |                |                |                    |                    |                    |                    |                    |                    |             |
| 2020                                    | 2020     |                                                                          | DVC      | 100,00   | pas de 2e, de 3e et de 4e | pas de 2e, de 3e et de 4e | pas de 2e, de 3e et de 4e | pas de 2e, de 3e et de 4e | pas de 2e, de 3e et de 4e | pas de 2e, de 3e et de 4e | pas de 2e, de 3e et de 4e | pas de 2e, de 3e et de 4e | pas de 2d tour | pas de 2d tour | pas de 2d tour | pas de 2d tour | pas de 2d tour | pas de 2d tour | pas de 2d tour | pas de 2d tour     | pas de 2d tour     | pas de 2d tour     | pas de 2d tour     | pas de 2d tour     | pas de 2d tour     |             |
| 2020                                    | 2020     | 1er tour : 34,95 % de participation                                      |          |          |                           |                           |                           |                           |                           |                           |                           |                           |                |                |                |                |                |                |                |                    |                    |                    |                    |                    |                    |             |

### Liste des maires
| Période         | Période  | Identité               | Étiquette | Qualité |
| --------------- | -------- | ---------------------- | --------- | --- |
| 10 janvier 2019 | En cours | Christelle Brossellier | DVC       | Exploitante agricole 3e vice-présidente de la CC Bretagne Romantique (2020 → ) Réélue pour le mandat 2020-2026, |

### Finances communales
La commune de Mesnil-Roc'h est enregistrée au répertoire des entreprises sous le code SIREN 200 085 868. Son activité est enregistrée sous le code APE 84.11Z, correspondant aux administrations publiques générales.

## Équipements et services publics

### Eau et déchets
L'organisation de la distribution de l'eau potable, de la collecte et du traitement des eaux usées et pluviales relève des communes. La compétence eau et assainissement des communes est un service public industriel et commercial (SPIC).

#### Alimentation en eau potable
Le service d'eau potable comporte trois grandes étapes : le captage, la potabilisation et la distribution d'une eau potable conforme aux normes de qualité fixées pour protéger la santé humaine.
En 2020, la commune délègue son alimentation en eau potable à quatre établissements : le Syndicat Mixte des Eaux de Beaufort, Syndicat Intercommunal des Eaux de la Région de Tinténiac, Eau du Pays de Saint Malo et la communauté de communes Bretagne Romantique.

#### Assainissement des eaux usées
En 2020, la gestion du service d'assainissement collectif est assurée par la commune elle-même qui a le statut d'entreprise privée. Trois stations de traitement des eaux usées sont en service au 6 février 2019 sur le territoire communal :
| Nom                                          | Date de mise en service | Technique        | Capacité |
| -------------------------------------------- | ----------------------- | ---------------- | -------- |
| Route de Saint-Pierre-de-Plesguen (Lanhélin) | 1er janvier 1979        | Lagunage naturel | 1 000 EH |
| Le Pic Vent (Saint-Pierre-de-Plesguen)       | 1er janvier 1996        | Lagunage naturel | 1 950 EH |
| Bourg (Tressé)                               | 1er juin 2010           | Filtres plantés  | 350 EH   |

L'assainissement non collectif (ANC) désigne les installations individuelles de traitement des eaux domestiques qui ne sont pas desservies par un réseau public de collecte des eaux usées et qui doivent en conséquence traiter elles-mêmes leurs eaux usées avant de les rejeter dans le milieu naturel. La communauté de communes Bretagne Romantique assure pour le compte de la commune le service public d'assainissement non collectif (SPANC), qui a pour mission de vérifier la bonne exécution des travaux de réalisation et de réhabilitation, ainsi que le bon fonctionnement et l'entretien des installations.

#### Déchets
En 2020, la gestion des déchets est de compétence de la communauté de communes Bretagne romantique assurée par le syndicat intercommunal de collecte et de traitement des ordures ménagères (SMICTOM) VALCOBREIZH.

### Espaces publics
L'entretien de la voirie est de compétence de la communauté de communes Bretagne Romantique qui entretient les voies publiques et leurs abords ainsi que l'entretien de près des chemins de randonnée. L'entretien et l'investissement de l'éclairage public dans la zone d'activité de la Rougeolais incombe aussi à la communauté de communes Bretagne Romantique.

### Enseignement
Pour ses établissements d'enseignement, Mesnil-Roc'h dépend de l'académie de Rennes.
La commune comprend 4 écoles totalisant 535 élèves en 2020 : l'école primaire publique Fanny Dufeil de 230 élèves répartis sur 4 classes et l'école primaire privée Saint-Anne de 136 élèves à Saint-Pierre-de-Plesguen, l'école primaire publique de Tressé de 63 élèves, l'école publique primaire Mario Ramos à Lanhélin de 106 élèves répartis sur 4 classes,.
Les collèges les plus proches sont le collège public François-René de Chateaubriand et le collège privé Saint-Gilduin situés à Combourg.

### Postes et télécommunications
La commune dispose d'un bureau de poste à Saint-Pierre-de-Plesguen et d'un relais à Lanhélin.
Au 1er janvier 2021, 1 650 locaux sont desservis par un débit internet d'au moins 8 Mbit/s, et 6% d'entre eux desservis par la fibre.

### Santé
Les principaux centres hospitaliers proche de Mesnil-Roc'h est le centre hospitalier Broussais de Saint-Malo, ainsi que le centre hospitalier René Pleven de Dinan.
La commune dispose, à Saint-Pierre-de-Plesguen, d'un établissement d'hébergement pour personnes âgées dépendantes (EHPAD) « Le Voilier bleu », d'une capacité de 25 places et d'une maison d'accueil spécialisé (MAS) des « Petites Pierres » accueillant 41 personnes atteintes de déficience du psychisme et motrice.
Une maison de la santé est située à Saint-Pierre-de-Plesguen et regroupe des médecins généralistes, un masseur kinésithérapeute, une orthophoniste et des infirmières. De plus, le village dispose d'un chirurgien-dentiste, d'un podologue, d'une pharmacie et d'un service d'ambulance.

### Justice, sécurité, secours et défense
Les juridictions d'ordre judiciaire de premier degré dont dépend la commune sont localisées à Saint-Malo (tribunaux judiciaire, de commerce et conseil de prud'hommes). Au second degré, la commune dépend de la cour d'appel de Rennes. Les juridictions d'ordre administratif dont dépend la commune sont localisées à Rennes pour le premier degré (tribunal administratif) et à Nantes pour le second degré (cour administrative d'appel).
En matière de sécurité publique, la commune se trouve dans la circonscription de la brigade de proximité de gendarmerie de Combourg, couvrant, outre le territoire communal, les territoires des communes suivantes : Bonnemain, Combourg, Cuguen, Lourmais, Meillac, Saint-Léger-des-Prés et Trémeheuc.
En matière de secours, la commune dépend du centre de secours de Combourg appartenant au Groupement Nord du service départemental d'incendie et de secours (SDIS) d'Ille-et-Vilaine.

## Population et société

### Démographie

#### Évolution démographique
L'évolution du nombre d'habitants est connue à travers les recensements de la population effectués dans la commune depuis sa création.

En 2022, la commune comptait 4 457 habitants, en augmentation de 2,52 % par rapport à 2016 (Ille-et-Vilaine : +3,53 %, France hors Mayotte : +1,21 %). La densité est de 106,6 hab/km2.
| 2016  | 2017  | 2018  | 2022  |
| ----- | ----- | ----- | ----- |
| 4 279 | 4 301 | 4 323 | 4 457 |

### Manifestations culturelles et festivités
Chaque année au mois de mars, la commune accueille le Trail des Vallées. L'évènement est organisé par Saint Pierre Nature. Elle propose différentes courses dont une de 115 km à travers la campagne bretonne. Une partie du tracé suit les bords de la Rance.
Depuis 2020, la commune accueille une étape du festival itinérant de cinéma en plein-air la Karavane proposé par la Compagnie Artefakt. Cela s'est fait les premières années au stade de Tressé. L'étape se fait à présent sur deux jours au Jardin de Granit à Lanhélin. Il a lieu en juillet.
La fête de l'andouille est organisé tous les mois de septembre au stade de Tressé.
https://mesnilroch.bzh/mes_loisirs/annuaire-des-associations/
https://saintpierrenature.fr/

### Sports et loisirs

#### Saint-Pierre-de-Plesguen
- La médiathèque Simone-Veil
- Le complexe sportif Joseph Lebret composé d'une salle omnisport, un terrain de tennis, un dojo, un espace multisports en plein air, 2 terrains de football.
- La salle multisports Camille Bert doté d'un dojo de 230 m2 et d'une salle omnisports dotés de tribunes amovibles pouvant accueillir 134 personnes[103].
- un espace jeunes

#### Lanhélin
- Le parc à thème Cobac Parc, à Lanhélin.
- La bibliothèque à Lanhélin
- un espace jeunes.

#### Tressé
- Un point relais lecture à Tressé

### Vie associative
La commune a un tissu riche en associations. 51 associations proposent des actions qui couvrent les champs d'action suivants : les loisirs, les sports, la solidarité et la culture.
Elles agissent tout au long de l'année et animent la vie de la commune.
Depuis 2018, la commune de Lanhélin accueille la Compagnie Artefakt qui propose des actions d'éducation à l'image et organise son festival annuel de cinéma en plein-air.

L'association Saint-Pierre Nature est installée à Saint-Pierre de Plesguen. Elle propose des actions autour de la nature dont des courses et des balades en forêt. Elle animent auprès des écoles des ateliers autour de l'écocitoyenneté par la plantation de végétaux avec les enfants.

### Cultes
L'église Saint-Pierre de Saint-Pierre-de-Plesguen, Saint-André de Lanhélin et Saint-Étienne de Tressé sont consacrées à la pratique de la religion catholique. La commune fait partie de la paroisse Saint Gilduin du Combournais qui comprend 10 autres communes.

### Médias
Les quotidiens Le Pays Malouin et Ouest-France édition Saint-Malo sont diffusés à Mesnil-Roc'h.

## Économie

### Revenus de la population et fiscalité
En 2016, le revenu disponible par ménage était de 20 040 €dans la commune contre une moyenne de 21 470 €au niveau départemental. Le taux de pauvreté est de 10 % des ménages fiscaux à Mesnil-Roc'h alors qu'il s'établit à 10,5 % au niveau départemental.

### Emploi
En 2017, la population âgée de 15 à 64 ans s'élevait à 2 544 personnes, parmi lesquelles on comptait 78,8 % d'actifs dont 71,9 % ayant un emploi et 6,9 % de chômeurs.
On comptait 598 emplois dans la zone d'emploi en 2017, contre 527 en 2007. Le nombre d'actifs ayant un emploi résidant dans la zone d'emploi étant de 1 845, l'indicateur de concentration d'emploi est de 32,4 %, ce qui signifie que la zone d'emploi offre un peu plus d'un emploi pour trois habitants actifs. Ainsi, 84,9% des actifs de 15 ans ou plus ayant un emploi et résidant à Mesnil-Roc'h travaillent dans une commune extérieure.
En 2017, 37,7% des emplois sont liés aux emplois publics, 27,7% au secteur tertiaire, 21,6% à l'industrie et 9,2% à la construction.

### Entreprises et commerces
Le granit bleu de Lanhélin, utilisé pour les revêtements de chaussées circulées, les aménagements urbains, les monuments et mobilier funéraires ou encore les aménagements intérieurs, est extrait sur le site de Route de Bécanne à Lanhélin, par l'entreprise Société d'Exploitation des Carrières de Lanhélin (SOCAL) et anciennement au lieu-dit la Chauffetière et le Rouvre à Saint-Pierre-de-Plesguen, ou subsistent des ateliers de façonnage.

## Culture locale et patrimoine

### Lieux et monuments

#### Saint-Pierre-de-Plesguen
- L'église Saint-Pierre de Saint-Pierre-de-Plesguen, classé au titre des monuments historique depuis 1889.
- Le château du Rouvre, reconstruit en 1787, et son bois attenant[109].
- L'ancien relais de poste de (1800) qui a vu le passage de Napoléon III et de l'Impératrice le 19 août 1858[110].
- L'espace naturel La Vallée au nord du bourg de Saint-Pierre-de-Plesguen.

#### Lanhélin
- Église Saint-André de Lanhélin[111]
- Le jardin de Granit est un lieu qui regroupent une 16 sculptures monumentales en granit réalisé lors de symposium à l'initiative de Paul Hignard, maire de Lanhélin de l'époque.

#### Tressé
- Église Saint-Étienne de Tressé, œuvre romano-byzantine de l'architecte Arthur Regnault[112].
- La Maison des Fées au sein de la forêt du Mesnil à Tressé, un mégalithe sous forme d'allée couverte, datant du Néolithique et classé au titre des monuments historique depuis 1889[113].

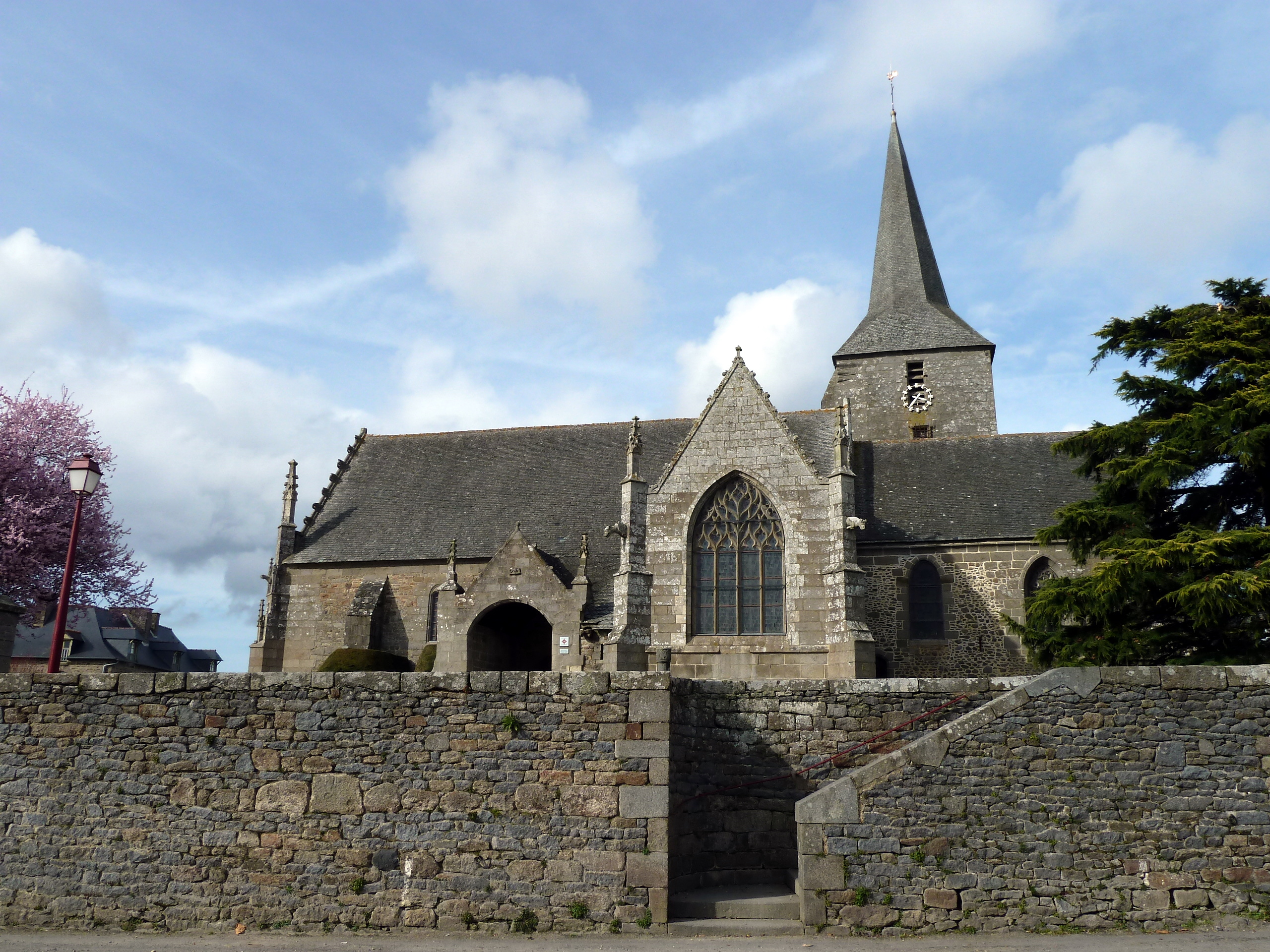
L'église saint-Pierre-saint-Firmin.
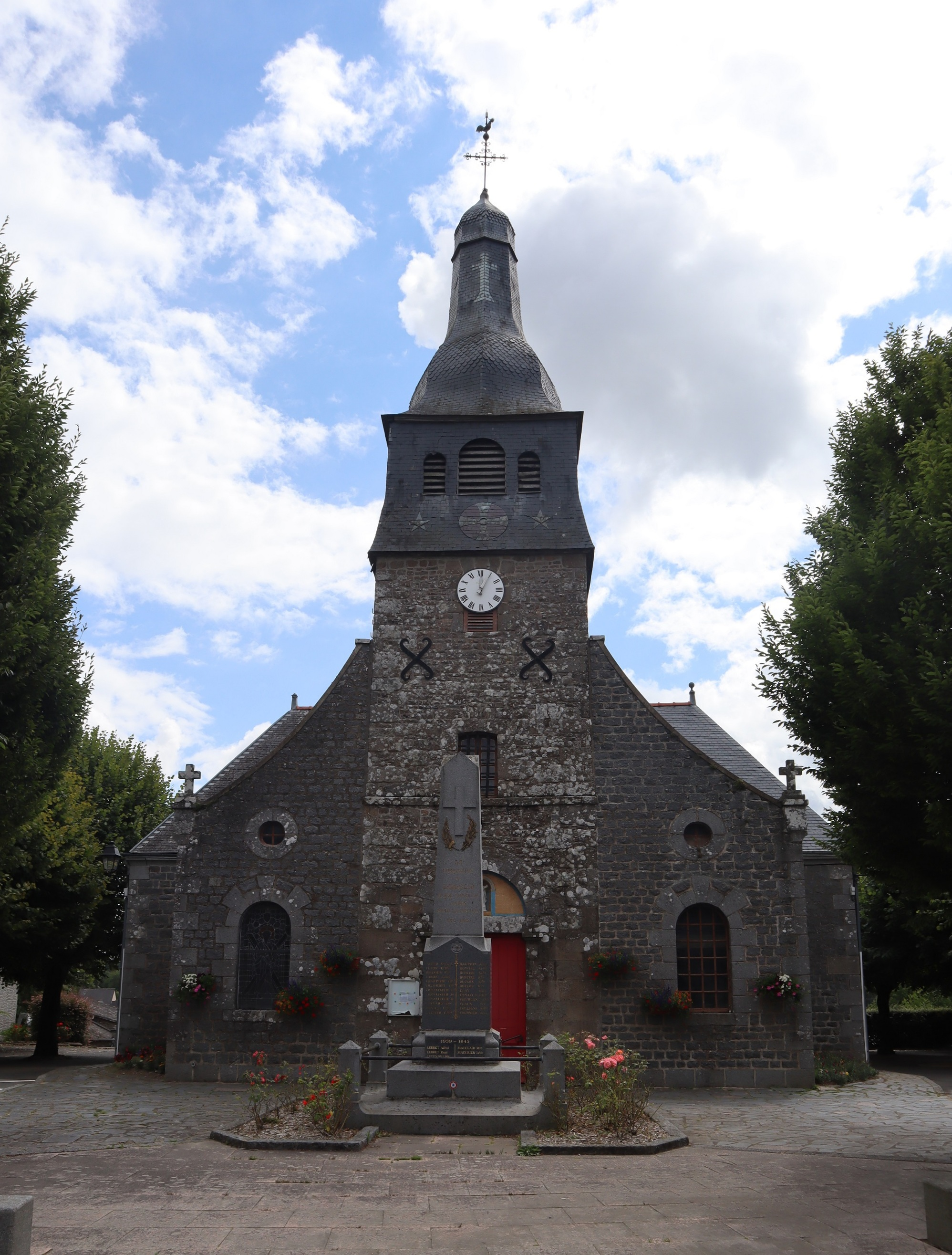
L'église paroissiale Saint-André.
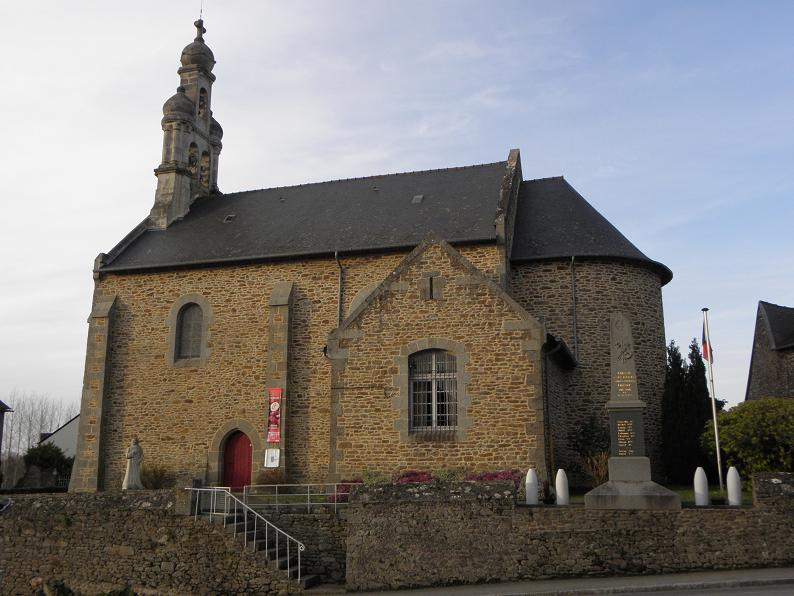
L'église Saint-Étienne.
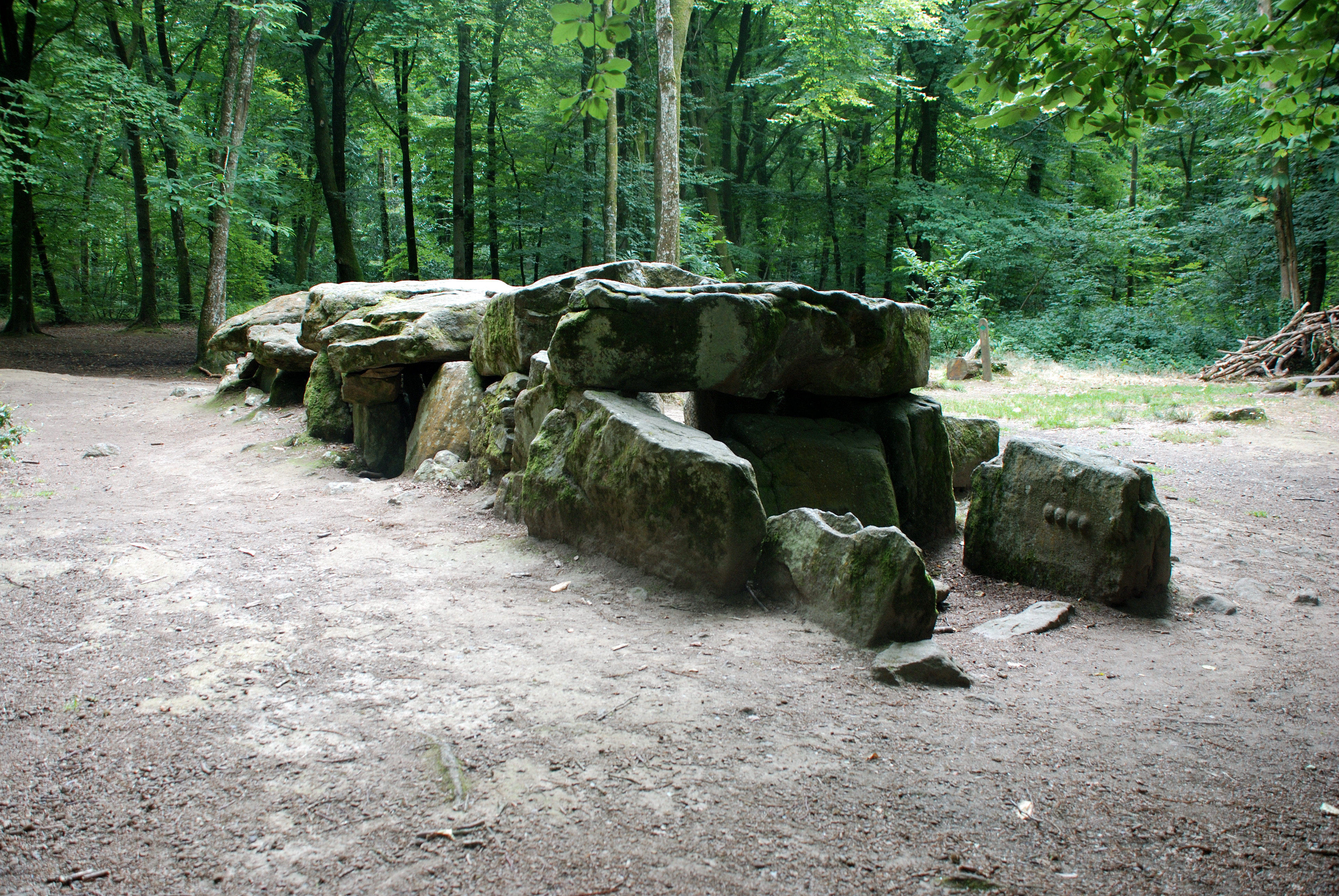
La Maison des Fées.

### Patrimoine culturel et naturel

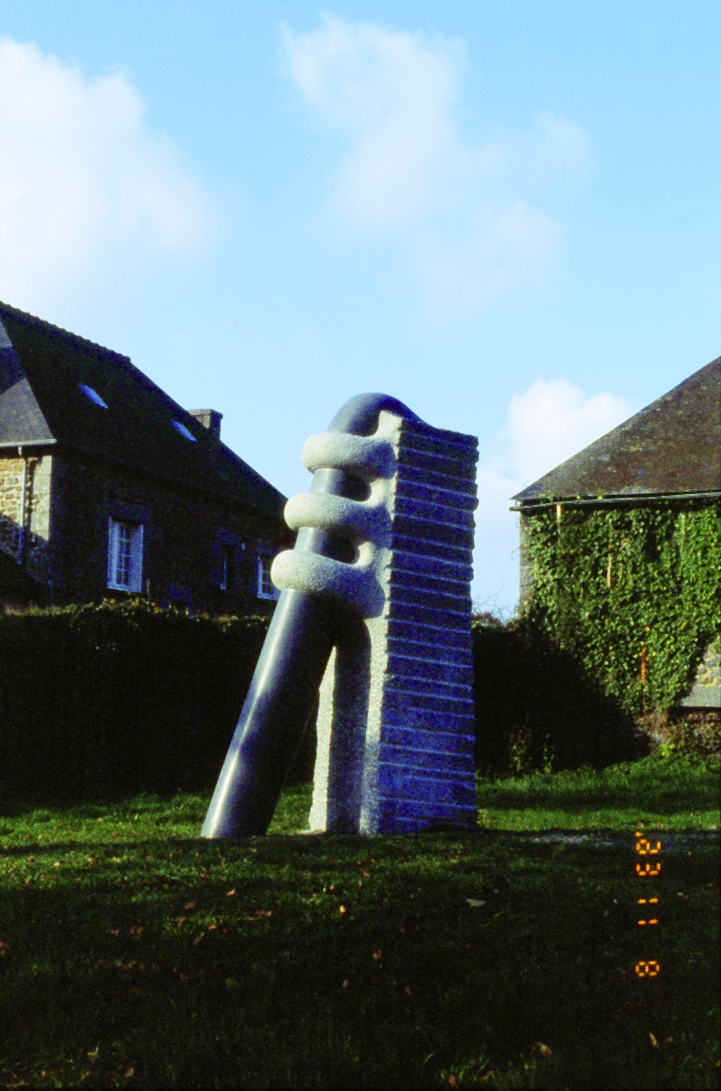
Le tricot de la Terre de Tetsuo Harada au jardin de Granit de Lanhélin

- Le jardin de Granit, situé dans le bourg du village de Lanhélin, crée en 1993, est un symposium de 15 sculptures taillées dans 7 types de granit dont le bleu de Lanhélin. On y trouve « L'éventail » de Jean-Yves Menez, « La femme à l'Offrande » de Laure Neumann, « Offrande » de Didier Poisson, « Sculpture » de Dominique Le Tarnec, « Rêve de Gloire » de Loïc Maillard et « Le tricot de la Terre » de Tetsuo Harada[114].
- La forêt du Mesnil, qui a donné son nom à la commune nouvelle, où se trouve en son sein la Maison des Fées.
- La forêt de Coëtquen, en limite avec les Côtes-d'Armor.

### Personnalités liées à la commune

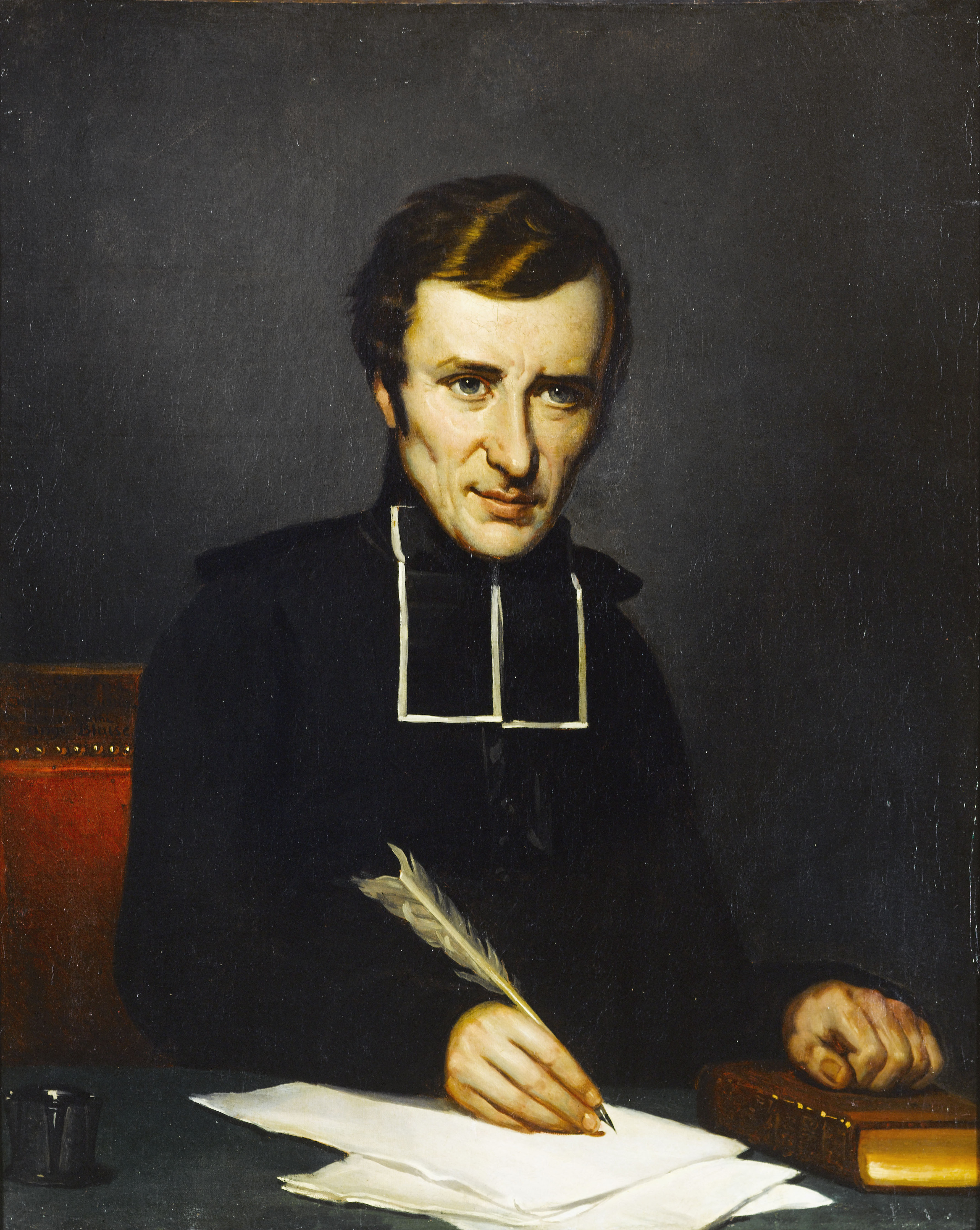
Felicité Robert de Lamennais

- Felicité Robert de LamennaisFélicité Robert de Lamennais, qui a vécu avec son frère Jean-Marie-Robert de Lamennais au manoir de la Chesnaie à Saint-Pierre-de-Plesguen, était un écrivain et philosophe français. Un des plus grands romantiques français, Maurice de Guérin vivra dans cette communauté plusieurs mois.
- Hippolyte de La Morvonnais, né le 11 mars 1802 à Saint-Malo et mort le 4 juillet 1853 à Pleudihen-sur-Rance, « disciple » de Félicité Robert de Lamennais, était un poète français auteur de la Thébaïde des Grèves (1838).
- François Garnier, né le 3 octobre 1848 à Dinan et mort le 29 mars 1926 à Saint-Pierre-de-Plesguen, était instituteur dans la commune mais aussi artiste peintre et miniaturiste de talent. Il illustra ainsi une petite monographie de la commune.
- Takashi Naraha, né en 1930 à Mito au Japon et mort en 2019 à Bois-le-Duc, est artiste sculpteur japonais. Il a résidé à Saint-Pierre-de-Plesguen depuis 1991.
- L'archéologue anglais Robert Mond appelé en 1929 par le baron Surcouf pour fouiller la Maison des Fées à Tressé. En 1931, Robert Mond y entrepris une fouille minutieuse[115]. Selon le compte-rendu des fouilles publié par V.C.C. Collum, son assistante, Robert Mond y découvrit un squelette, des poteries, un collier de perles en stéatite, un as en bronze daté de Domitien et deux fragments de fer.
- Louis Bourgain

### Héraldique, logotype et devise
| Blason à dessiner | Logotype de la commune nouvelle de Mesnil-Roc'h |